# Sergiolus
Sergiolus Simon, 1891 è un genere di ragni appartenente alla famiglia Gnaphosidae.

## Distribuzione
Le 26 specie note di questo genere sono state reperite in America settentrionale, nelle Antille e in Asia.

## Tassonomia
Questo genere è considerato sinonimo posteriore di Poecilochroa Westring, 1874, a seguito di un lavoro degli aracnologi Ubick & Roth del 1973; contra un successivo studio di Platnick & Shadab (1981e).
Saranno opportune ulteriori analisi sulle specie rinvenute in Asia, potrebbero costituire un genere a sé o essere attribuite ad altri generi.
Non sono stati esaminati esemplari di questo genere dal 2013.
Attualmente, a dicembre 2015, si compone di 26 specie:
1. Sergiolus angustus (Banks, 1904) — Nordamerica
2. Sergiolus bicolor Banks, 1900 — USA, Canada
3. Sergiolus capulatus (Walckenaer, 1837)[2] — USA, Canada
4. Sergiolus columbianus (Emerton, 1917) — USA, Canada
5. Sergiolus cyaneiventris Simon, 1893 — USA, Cuba
6. Sergiolus decoratus Kaston, 1945 — USA, Canada
7. Sergiolus gertschi Platnick & Shadab, 1981 — USA, Messico
8. Sergiolus guadalupensis Platnick & Shadab, 1981 — Messico
9. Sergiolus hosiziro (Yaginuma, 1960) — Cina, Corea, Giappone
10. Sergiolus iviei Platnick & Shadab, 1981 — USA, Canada
11. Sergiolus kastoni Platnick & Shadab, 1981 — USA, Cuba
12. Sergiolus khodiarae Patel, 1988 — India
13. Sergiolus lamhetaghatensis Gajbe & Gajbe, 1999 — India
14. Sergiolus lowelli Chamberlin & Woodbury, 1929 — USA, Messico
15. Sergiolus magnus (Bryant, 1948) — Hispaniola
16. Sergiolus mainlingensis Hu, 2001 — Cina
17. Sergiolus meghalayensis Tikader & Gajbe, 1976 — India
18. Sergiolus minutus (Banks, 1898) — USA, Cuba, Giamaica
19. Sergiolus montanus (Emerton, 1890) — Nordamerica
20. Sergiolus ocellatus (Walckenaer, 1837) — USA, Canada
21. Sergiolus poonaensis Tikader & Gajbe, 1976 — India
22. Sergiolus singhi Tikader & Gajbe, 1976 — India
23. Sergiolus songi Xu, 1991 — Cina
24. Sergiolus stella Chamberlin, 1922 — USA, Messico
25. Sergiolus tennesseensis Chamberlin, 1922 — USA
26. Sergiolus unimaculatus Emerton, 1915 — USA, Canada

### Specie trasferite
- Sergiolus amphilogus Chamberlin, 1936; trasferita al genere Gertschosa Platnick & Shadab, 1981[1]
- Sergiolus elegans Simon, 1891; trasferita al genere Cesonia Simon, 1893
- Sergiolus lesserti Schenkel, 1950; trasferita al genere Herpyllus Hentz, 1832

### Sinonimi
- Sergiolus abjecta Chamberlin, 1936; trasferito dal genere Poecilochroa e posto in sinonimia con S. montanus (Emerton, 1890) a seguito di un lavoro degli aracnologi Platnick & Shadab (1981e)[1].
- Sergiolus atomisticus Chamberlin, 1924; trasferito dal genere Poecilochroa e posto in sinonimia con S. angustus (Banks, 1904) a seguito di un lavoro degli aracnologi Platnick & Shadab (1981e).
- Sergiolus bebius Chamberlin, 1936; trasferito dal genere Poecilochroa e posto in sinonimia con S. angustus (Banks, 1904) a seguito di un lavoro degli aracnologi Platnick & Shadab (1981e).
- Sergiolus bellior Chamberlin, 1936; trasferito dal genere Poecilochroa e posto in sinonimia con S. bicolor Banks, 1900 a seguito di un lavoro degli aracnologi Platnick & Shadab (1981e).
- Sergiolus clarus Chamberlin, 1936; trasferito dal genere Poecilochroa e posto in sinonimia con S. angustus (Banks, 1904) a seguito di un lavoro degli aracnologi Platnick & Shadab (1981e).
- Sergiolus clericus Chamberlin, 1922; trasferito dal genere Poecilochroa e posto in sinonimia con S. cyaneiventris Simon, 1893 a seguito di un lavoro degli aracnologi Platnick & Shadab (1981e) e contra un precedente studio di Ubick & Roth (1973a).
- Sergiolus decipiens Chamberlin, 1922; posto in sinonimia con S. ocellatus (Walckenaer, 1837) a seguito di uno studio degli aracnologi Ubick & Roth (1973a), quando aveva la denominazione di Poecilochroa.
- Sergiolus famulus Chamberlin, 1922; trasferito dal genere Poecilochroa e posto in sinonimia con S. minutus (Banks, 1898) a seguito di un lavoro degli aracnologi Platnick & Shadab (1981e).
- Sergiolus fruitanus Chamberlin, 1928; trasferito dal genere Poecilochroa e posto in sinonimia con S. angustus (Banks, 1904) a seguito di un lavoro degli aracnologi Platnick & Shadab (1981e).
- Sergiolus meretrix Chamberlin, 1922; trasferito dal genere Poecilochroa e posto in sinonimia con S. minutus (Banks, 1898) a seguito di un lavoro degli aracnologi Platnick & Shadab (1981e).
- Sergiolus montanoides (Schenkel, 1950); trasferito dal genere Poecilochroa e posto in sinonimia con S. montanus (Emerton, 1890) a seguito di un lavoro degli aracnologi Platnick & Shadab (1981e).
- Sergiolus pananus (Chamberlin, 1936); trasferito dal genere Poecilochroa e posto in sinonimia con S. angustus (Banks, 1904) a seguito di un lavoro degli aracnologi Platnick & Shadab (1981e).
- Sergiolus segregatus Chamberlin, 1936; posto in sinonimia con S. lowelli Chamberlin & Woodbury, 1929 a seguito di uno studio degli aracnologi Ubick & Roth (1973a), quando aveva la denominazione di Poecilochroa.
- Sergiolus tribolus Chamberlin, 1922; trasferito dal genere Poecilochroa e posto in sinonimia con S. cyaneiventris Simon, 1893 a seguito di un lavoro degli aracnologi Platnick & Shadab (1981e).
- Sergiolus variegatus (Hentz, 1847); posto in sinonimia con S. capulatus (Walckenaer, 1837) a seguito di uno studio degli aracnologi Ubick & Roth (1973a), quando aveva la denominazione di Poecilochroa.

### Nomen dubium
- Sergiolus australianus Simon, 1908d; esemplare juvenile, reperito in Australia occidentale, a seguito di uno studio degli aracnologi Platnick & Shadab (1981e) è da ritenersi nomen dubium.